# James Griffin (Politiker, 1899)
James Griffin (* 17. April 1899 im County Meath; † 22. März 1959) war ein irischer Politiker der Fianna Fáil. Er war von 1957 bis zu seinem Tod 1959 Teachta Dála (Abgeordneter) im Dáil Éireann, dem irischen Unterhaus des Oireachtas. 

## Biografie
Griffin wurde bei den Wahlen 1957 im Wahlkreis Meath in den Dáil gewählt. Er starb jedoch noch während seiner Amtszeit.